# Nuit de noces mouvementée
Pour plus de détails, voir Fiche technique et Distribution.
Nuit de noces mouvementée (titre original : The Groom Wore Spurs) est un film américain réalisé par Richard Whorf sorti en 1951.

## Fiche technique
- Titre : Nuit de noces mouvementée
- Titre original : The Groom Wore Spurs
- Réalisation : Richard Whorf
- Scénario : Frank Burt, Robert Carson et Robert Libott d'après l'histoire Legal Bride de Robert Carson
- Production : Howard Welsch
- Société de production : Fidelity Pictures Corporation
- Société de distribution : Universal Pictures
- Musique : Arthur Lange et Emil Newman
- Photographie : J. Peverell Marley
- Montage : Otto Ludwig
- Direction artistique : Perry Ferguson
- Décorateur de plateau : Julia Heron
- Costumes : Elois Jenssen et Jacie Jensson
- Pays d'origine : États-Unis
- Langue : anglais
- Format : noir et blanc - 35 mm - 1,37:1 - Son : Mono  (RCA Sound System)
- Genre : Comédie
- Durée : 80 minutes
- Date de sortie :
  - États-Unis : 14 mars 1951 (New York)

## Distribution
- Ginger Rogers : "A.J." Furnival
- Jack Carson : Ben Castle
- Joan Davis : Alice Dean
- Stanley Ridges : Harry Kallen
- John Litel : Oncle George
- James Brown : Steve Hall
- Victor Sen Yung : Ignacio
- Mira McKinney : Mme Forbes
- Gordon Nelson : Ricky
- George Meader : Groom au lasso
- Kemp Niver : Killer
- Robert Williams : Jake Harris